# Waves (Imagine Dragons)
Waves è un singolo degli Imagine Dragons, pubblicato il 19 maggio 2023 come quarto estratto dall'album in studio degli Imagine Dragons Mercury - Act 2.

## Tracce
1. Waves – 3:45

## Classifiche

### Classifiche settimanali
| Classifiche (2023) | Posizione massima |
| ------------------ | ----------------- |
| Francia            | 38                |

### Classifiche di fine anno
| Classifica (2023) | Posizione |
| ----------------- | --------- |
| Francia           | 112       |